# Har Dišon
Har Dišon (hebrejsky: הר דישון) je vrch o nadmořské výšce 667 metrů v Izraeli, v Horní Galileji.
Nachází se cca 2 kilometry jihovýchodně od vesnice Avivim a 2 kilometry jihozápadně od obce Dišon, jižně od lokální silnice 899, jež vede z Avivim do vesnice Malkija. Na jižní straně terén prudce spadá do kaňonu vádí Nachal Dišon. Má podobu plochého, odlesněného temene, které se tyčí nad údolím Nachal Dišon a které je součástí širšího masivu Har Avivim, jež přesahuje severním směrem až za mezinárodní hranici s Libanonem.